# Jean-Marc Romand
Pas d'image ? Cliquez ici

a Compétitions nationales et continentales officielles uniquement.

Dernière mise à jour le 10 mars 2013.
Jean-Marc Romand, né le 27 mars 1957 à Marrakech, est un joueur français de rugby à XV évoluant au poste de pilier. Il joue l'essentiel de sa carrière avec le FC Grenoble.

## Biographie
Né au Maroc, Jean-Marc Romand arrive en France en 1963. Il commence le rugby à XV au club de l'Avenir valencien avant de rejoindre le FC Auch pour une saison en 1979. Puis, il passe une saison avec l'US Montauban avant de rejoindre le FC Grenoble en 1980.
Le club isérois est alors au sommet de la hiérarchie nationale terminant 1er de la saison régulière (sur les 40 clubs engagés) en 1981 et second les deux années suivantes sans pour autant confirmer en phases finales.
Fin 1981, il est sélectionné avec l'équipe des Alpes qui au stade Charles-Berty de Grenoble réussira l'exploit de battre les All blacks qui essuieront là leur seule défaite (16-18) de toute leur tournée européenne.
Il joue au total douze saisons au FC Grenoble remportant le Challenge Yves du Manoir en 1987 contre le SU Agen.
Il connaît deux sélections avec les Barbarians français en 1984 et 1986 : le 1er novembre 1984, il joue son premier match avec les Barbarians français contre une équipe du Bataillon de Joinville à Grenoble. Les Baa-Baas l'emportent 44 à 22. Le 11 novembre 1986, il est de nouveau sélectionné avec les Barbarians français contre la Nouvelle-Zélande à La Rochelle. Les Baa-Baas s'inclinent 12 à 26.

## Palmarès
- Championnat de France de première division :
  - Demi-finaliste (2) : 1982 et 1992
- Challenge Yves du Manoir :
  - Vainqueur (1) : 1987[7]
  - Finaliste (2) : 1986 et 1990
  - Demi-finaliste (2) : 1988 et 1992
- Coupe de France :
  - Demi-finaliste (2) : 1985 et 1986